# Сахарный бунт (1916)
«Сахарный бунт» 9 ноября 1916 года — конфликт между городской властью и жителями Ново-Николаевска (ныне — Новосибирск), произошедший из-за повсеместного дефицита товаров первой необходимости в ноябре 1916 года, а именно: из-за сокращения выдаваемых порций сахара жителям города и переноса даты их выдачи на неопределённое время.

## Причина конфликта
Причиной массовых беспорядков послужил недостаток товаров и продуктов первой необходимости. Во время Первой мировой войны была введена карточная система, и многие продукты питания, в том числе сахар, приобретались посредством карточек. Отоваривание карточек, которое осуществляла продовольственная лавка городского самоуправления, расположенная на Базарной площади города, происходило с большими перебоями. В начале ноября 1916 года в Ново-Николаевск привезли партию сахара, после чего было сделано объявление о том, что с 9 ноября станут выдавать по 3 фунта (около 1,23 кг) сахара на человека. Но вскоре стало известно, что половина привезённой продукции принадлежит кооперативным организациям, в связи с чем городская управа решила расфасовать сахар в однофунтовые пакеты, и, кроме того, отменила выдачу сахара 9 ноября, предупредив об этом население в объявлениях и газетах.

## Массовые беспорядки
Несмотря на извещения городской управы об отмене выдачи сахара возле городской продовольственной лавки 9 ноября стала собираться толпа возмущённых женщин. Конные и пешие городовые под предводительством новониколаевского полицмейстера Г. П. Бухартовского заставили отступить пришедших людей. Но вскоре толпа стала возвращаться обратно, причиной чего, по мнению томского губернатора, было подстрекательство:

Однако толпа, к которой присоединились недавно призванные на службу ратники, возвращавшиеся в тот момент с учений, будучи подбадриваема последними, а также подстрекаема, примкнувшими к толпе двумя нижними чинами, вернувшимися с фронта, стала вновь скопляться.
— Из рапорта томского губернатора министру внутренних дел
Тогда для подавления толпы было вызвано воинское подкрепление из 25 человек под командованием штабс-капитана Никитина. Через некоторое время Бухартовский, травмированный несколькими попавшими в него камнями, покинул место беспорядков, попросив Никитина принять нужные меры для пресечения бунта.
Затем для предупреждения возмущённых жителей было сделано несколько оружейных залпов, однако нужного эффекта выстрелы не произвели, напротив, люди стали подступать к магазину Сибирского товарищества, разбили оконные стёкла заведения и проникли внутрь, начав растаскивать товары. Тем не менее полицейские и солдаты смогли дать отпор толпе, оттеснив её от магазина и опустив на окна железные шторы, тем самым прекратив дальнейшее разграбление торговой точки. Во время защиты Сибирского товарищества от разъярённых граждан Никитину разбили камнем голову, после чего, «сдав команду прапорщику», штабс-капитан покинул площадь.
Спустя некоторое время количество участвующих в беспорядках возросло до нескольких тысяч. Прибыло подкрепление из служащих местной воинской команды, возглавляемое подполковником Некрасовым, но, несмотря на силовую подмогу, толпа смела защиту, выломала двери с окнами и начала разворовывать из магазина сахар.
Тогда Некрасов дал команду стрелять по людям, из-за чего погибла одна женщина, и ещё пять человек получили ранения, одна из них скончалась позднее в больнице.
Через некоторое время на помощь прибыли четыре учебных команды в количестве 250 человек под командованием начальника гарнизона генерал-лейтенанта Коцурика и вытеснили с площади людей, которые в это время продолжали буйствовать, расхищая несколько торговых точек частных предпринимателей, а также торговые лавки потребительского общества «Экономия».

## Экономические последствия
Во время бунта было похищено 400 пудов сахара. Ущерб от массового ограбления жителями «Сибирского товарищества» составил 10 000 рублей.

## Судебные разбирательства
Количество задержанных после массовых беспорядков составило 74 человека, 54 из которых были женщинами. 23 человека было взято под стражу и приговорено Омской судебной палатой к различным тюремным срокам.